# Die Supertrottel
Die Supertrottel ist eine US-amerikanische Filmkomödie aus dem Jahr 1987 und die erste Fortsetzung der erfolgreichen Komödie Die Rache der Eierköpfe von 1984.

## Handlung
Die Fraternity (dt. Studentenverbindung) Lambda Lambda Lambda (Tri-Lämmer) plant ihren Urlaub in Fort Lauderdale, Florida. Allerdings muss Lewis alleine mit seinen Freunden reisen, da sich Gilbert durch ein riskantes Manöver beim Schach das Bein brach. Das schadet der Reise allerdings nicht, denn nach einem angenehmen Flug ist Florida das erhoffte Erholungsparadies und während sich die Freunde beim Pool erholen, versucht Lewis sich im Royal Flamingo Hotel einzuschreiben. Allerdings erfährt er von der schönen blonden Rezeptionistin, dass alle Buchungen der Tri-Lämmer storniert wurden und den Alpha-Betas überschrieben wurden. Diese waren bereits früher immer auf Konfrontationskurs zu den Nerds aus. Also müssen sich die Tri-Lämmer ein neues Hotel suchen und werden mit dem Hotel Coral Essex fündig, einer extrem heruntergekommenen Herberge.
Währenddessen erfährt Sunny, dass die Zimmer frei seien und lediglich der Hotelmanager meinte, dass er keine Nerds in seinem Hotel wolle. Auch Roger, Vorsitzender der Alpha-Betas, plant, wie er die Tri-Lämmer loswerden kann und hat eine Idee. Während eines nächtlichen Ausfluges in den Dschungel sehen die Tri-Lämmer, wie eine junge Frau scheinbar von den Seminolen, einem Indianerstamm in Florida, entführt wird. Um sie zu retten, verfolgen sie die Indianer und tappen dabei in die Falle der Alpha-Betas, die sich lediglich als Indianer verkleidet haben und fordern, dass die Nerds verschwinden sollen. Nachdem sie sich fast ihrer kompletten Kleidung entledigen musste, flüchten sie anschließend gedemütigt in ihr Hotel zurück.
Als sie sich am nächsten Tag am großen Convent treffen, sind die Tri-Lämmer erneut mit den Alpha-Betas konfrontiert, die dieser Versammlung mehrerer Studentenverbindungen vorsitzen. Und es kommt noch schlimmer, denn Roger bringt auch noch ein Referendum mit der Nummer 15 zur Abstimmung, die dafür sorgen soll, dass alle Nerds vom Convent ausgeschlossen werden. Doch die Tri-Lämmer lassen sich das nicht bieten und organisieren eine größere Party, wo sie als Musikakt auftreten, um dafür zu werben, dass alle anderen Studentenverbindungen dagegen stimmen. Als sowohl die Feier als auch das Referendum zu Gunsten der Tri-Lämmer ausfällt, scheint die weite Welt der Alpha-Betas und des großen Hotelzimmers für sie offenzustehen. Nun können sie endlich ihren wohlverdienten Urlaub genießen. Und so werden sie von Sunny und ihren Freundinnen zum Strand eingeladen. Nachdem sie den Tag genossen haben, fahren sie wieder ins Hotel und werden dabei von der Polizei wegen vermeintlichen Autodiebstahls festgenommen und ins Gefängnis gesteckt.
Und dort sitzt die Enttäuschung tief, denn die Tri-Lämmer wissen nicht nur, wie sie ihr College beenden sollen, sondern Lewis ist auch persönlich von Sunny enttäuscht, da er ihr vertraut hatte. Nachdem sie von Stewart, einem Arbeitskollegen von Sunny, aus dem Gefängnis geholt werden, wartet diese bereits auf Lewis und versucht sich mehrfach bei ihm zu entschuldigen, doch er glaubt ihr nicht wirklich und versucht ihr aus dem Weg zu gehen. Und just in diesem Moment werden er, Sunny und die restlichen Tri-Lämmer von den Alpha-Betas entführt und auf hoher See verschleppt, wo sie vor einer unbewohnten Insel ins offene Meer geworfen werden. Nachdem Sunny freiwillig hinterhersprang, bemerkt Roger, dass man Oger nicht trauen kann, denn er scheint etwas redselig zu sein, weswegen er diesen gleich hinterherwirft. Doch Oger kann nicht schwimmen und wird erst kurz vor dem Ertrinken zu seinem Missfallen, ist er doch ein überzeugter Alpha-Beta, der von tiefsten Herzen aus alle Nerds hasst, von einem Tri-Lambda gerettet und an Land gezogen. Da vorerst keine Flucht möglich ist, verbringen alle die Nacht auf der Insel.
Nachdem Lewis einen Traum mit seinem besten Freund Gilbert hat, der ihm Mut und Hoffnung zur Flucht zuspricht, machen sich alle am nächsten Morgen frisch ans Werk. Schnell finden sie heraus, auf welcher Insel sie sind und dass ein ehemaliger kubanischer Offizier einst seine Ausrüstung auf der Insel versteckte. Nachdem sie diese gefunden haben, nutzen sie ein militärisches Amphibienfahrzeug, um schnellstmöglich zum Convent zu kommen, denn Roger plant derweil, nach dem Scheitern seines Antrages, die Tri-Lämmer in deren Abwesenheit für die vermeintlichen kriminellen Machenschaften aus der Gemeinschaft auszuschließen. Und genau in diesen Moment durchbrechen die Tri-Lämmer die Wand des Saales und stören die Konferenz. Nachdem sie Roger der Lüge überführt und mit einem Faustschlag in den Pool befördert haben, dürfen die Tri-Lämmer, trotz aller Kritik der Alpha-Betas in der Studentenvereinigung bleiben.
Zurück im Adams College, wird Oger ehrenvoll bei den Lambda Lambda Lambda aufgenommen.

## Kritik
Sowohl die professionelle Kritik als auch das breite Publikum nahm den Film negativ auf. So erfasste der US-amerikanische Aggregator Rotten Tomatoes lediglich 7 % wohlwollende Kritiken.
Janet Maslin befand in der New York Times, dass der Film kaum mehr als der Durchschnitt einer Komödie biete und kritisierte den Drehbuchautoren Larry B. Scott wegen der stereotypen Homosexuellen im Film. Allerdings fand sie die Charaktere, insbesondere Carradine, der Lewis Skolnick spielte, sympathisch.
In der Chicago Sun-Times belehrte Roger Ebert, dass der Film nicht Nerds zeige, sondern lediglich einige interessante Menschen. Denn Nerds seien nicht einfach nur Menschen, die sich gut mit Computern auskennen würden, sondern Streber, die einen Mangel an Eleganz verkörperten. Die wahren Nerds des Films seien vielmehr die Alpha-Betas, die am Ende des Films besiegt und gedemütigt werden, leider auf eine unkomische Weise. Und so verriss er den Film weiter, denn das Drehbuch sei an Idiotie nicht zu übertreffen, da seine Geschichte in all den Handlungen einfach nichts bedeute.
Für Hal Hinson von der Washington Post war der Film einfach dumm blöd und lasse einen auch nur dumm fühlen.
Das Lexikon des internationalen Films meinte, dass „von den vielen Späßen, zu denen dieses Treffen Anlaß gibt, […] nur die wenigsten“ zünden.

## Besetzung
Julia Montgomery spielte lediglich in drei der vier Revenge of the Nerds-Filme mit. In Die Supertrottel lehnte sie die Rolle der Betty ab, da die erste Szene des Drehbuchs ursprünglich vorsah, dass Betty Lewis betrügen würde. Sie meinte, dass dies nicht dem Charakter Bettys entsprechen würde und verweigerte auch, nachdem Regisseur Joe Roth ihr zusagte, die Szene nach ihrem Belieben umzuschreiben, weiterhin die Mitarbeit. Es ist lediglich ein Foto von ihr zu sehen, auf dem sie einen Cowboyhut trägt und welches von Lewis in der ersten Einstellung des Filmes in den Reisekoffer gepackt wird.
Außerdem spielen die vom ersten Film bekannten Bernie Casey, Brian Tochi und Ted McGinley nicht mehr mit und für Timothy Busfield in der Rolle des Arnold Poindexter war es der letzte Auftritt. Allerdings ist Poindexter auf dem Filmplakat des vierten Films Chaos Kings zu sehen, obwohl er weder im Film mitspielte noch erwähnt wurde. Anthony Edwards, der lediglich am Anfang und Ende des Films als Gilbert Lowe zu sehen ist, und Andrew Cassese als Harold Wormser wurden in den beiden Fortsetzungen jeweils durch andere Schauspieler ersetzt.

## Stilmittel
Der Film zeigt viele Referenzen zu anderen bekannten Filmen auf. So wird bereits der Vorspann vergleichbar zum Krieg-der-Sterne-Vorspann eingeleitet. Und als dieser endet wandelt sich die Intromusik leicht zum Theme des Terminator-Films ab. In der englischen Version sagt Oger nach der Landung in Fort Lauderdale „they're heeeere“, was in der jeweiligen Aussprache und Intonation ein Zitat aus Der Poltergeist ist. Ebenfalls ist die Szene zwischen Boger und seinem vermeintlichen Meister Snotty eine Anspielung auf Karate Kid. Auch die Antwort Sunnys auf die Frage, wer der Hotelmanager sei, ist eine Referenz auf Der Schatz der Sierra Madre. Fred C. Dobbs war der Name des Charakters, den Humphrey Bogart spielte.

## Veröffentlichung
Der Film kam am 10. Juli 1987 in die US-Kinos und spielte am Eröffnungswochenende in 1351 Kinos knapp 7,9 Mio. US-Dollar seiner fast 10 Mio. US-Dollar Produktionskosten wieder ein. Damit stieg der Film direkt auf Platz 1 der Kinocharts ein und konnte Stanley Kubricks Full Metal Jacket, welches lediglich 6,1 Mio. US-Dollar in 881 Kinos einspielte, auf Platz zwei verweisen. Insgesamt konnte der Film knapp 30 Mio. US-Dollar einspielen, womit er 10 Mio. weniger einspielte als sein Vorgänger Die Rache der Eierköpfe.
In Deutschland wurde der Film am 9. Januar 1989 direkt auf VHS veröffentlicht und am 1. Oktober 2003 erschien die DVD-Veröffentlichung.
Der Film ist die erste der drei Fortsetzungen der erfolgreichen Komödie Die Rache der Eierköpfe (1984). Während dieser Film noch in die Kinos kam, wurden Operation Kleinhirn (1992) und Chaos Kings (1994) lediglich für das Fernsehen produziert. Auch die geplante Fernsehserie kam, trotz der Ausstrahlung des Pilotfilms 1991 auf FOX und gerade wegen seiner negativen Kritiken, nie zu Stande.